# Woodward, Iowa
Woodward är en ort i Dallas County i Iowa, USA.